# The Hitchhiker’s Guide to the Galaxy (képregény)
A The Hitchhiker's Guide to the Galaxy című képregény Douglas Adams Galaxis útikalauz stopposoknak című sci-fi sorozata alapján készült képregény adaptáció. 1993 és 1996 között a regénysorozat első három részét kilenc képregényfüzetben jelentette meg a DC Comics és a Byron Preiss Visual Publications.

## Megjelenés
1993 januárjától a DC Comics Byron Preiss amerikai író kiadójával (Byron Preiss Visual Publications) együttműködve három részben kiadta a Galaxis útikalauz stopposoknak regény képregényváltozatát.  1994-ben ismét három képregényfüzetben megjelent a második,  majd 1996-ban a harmadik regény képregény formátumban.  1997 májusában az első három füzetet gyűjteményes formában ismét kiadták.
Howard Zimmerman, a képregény szerkesztője 1991 tavaszán szerzett tudomást a projektről, melynek során nagyjából két év alatt kilenc 48 oldalas képregényfüzetet kell társaival létrehozniuk. A két év végül is hosszabbra nyúlt, és a célhoz vezető út számos csapdát rejtett, de Zimmerman szerint a feladatot jól teljesítették. Úgy vélte, a legnehezebb dolog volt a képregény megalkotásában, amikor Douglas Adamsszel kellett egyezkedni az amerikai angol helyesírás és kifejezések használatával kapcsolatban. Adamsnek erős ellenérzései voltak emiatt egy olyan történetben, amit ő egy „nagyon brit történetnek” tartott, és végül hagyta magát, hogy az amerikai kiadók rábeszéljék erre, bár nagyon elégedetlen volt a megállapodással.
A történetet képregényre átültette John Carnell, az adaptációk rajzolói Steve Leialoha, Shepherd Hendrix, Neil Vokes és John Nyberg, szerkesztői pedig Howard Zimmerman és Ken Grobe voltak.